# Generi di Gnaphosidae
Di seguito sono descritti tutti i 162 generi della famiglia di ragni Gnaphosidae noti al 28 novembre 2020 in ordine alfabetico:

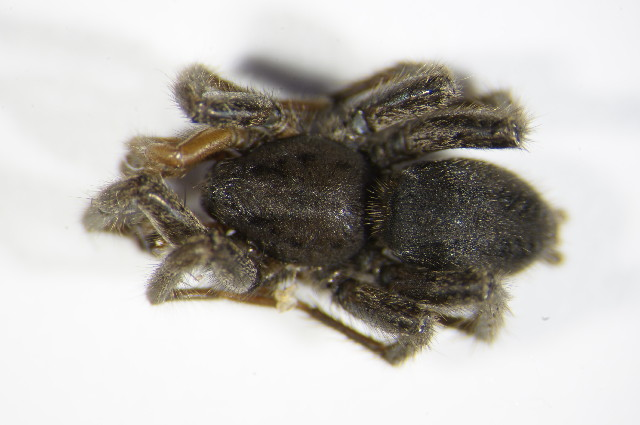
Berlandina cinerea

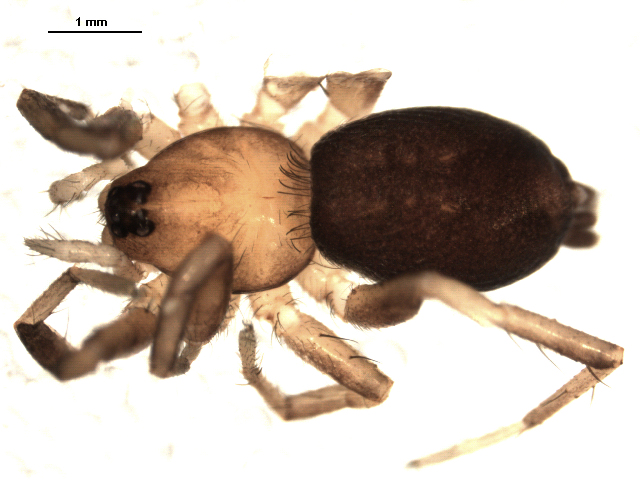
Callilepis pluto

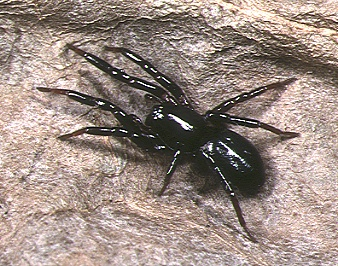
Cladothela auster, femmina

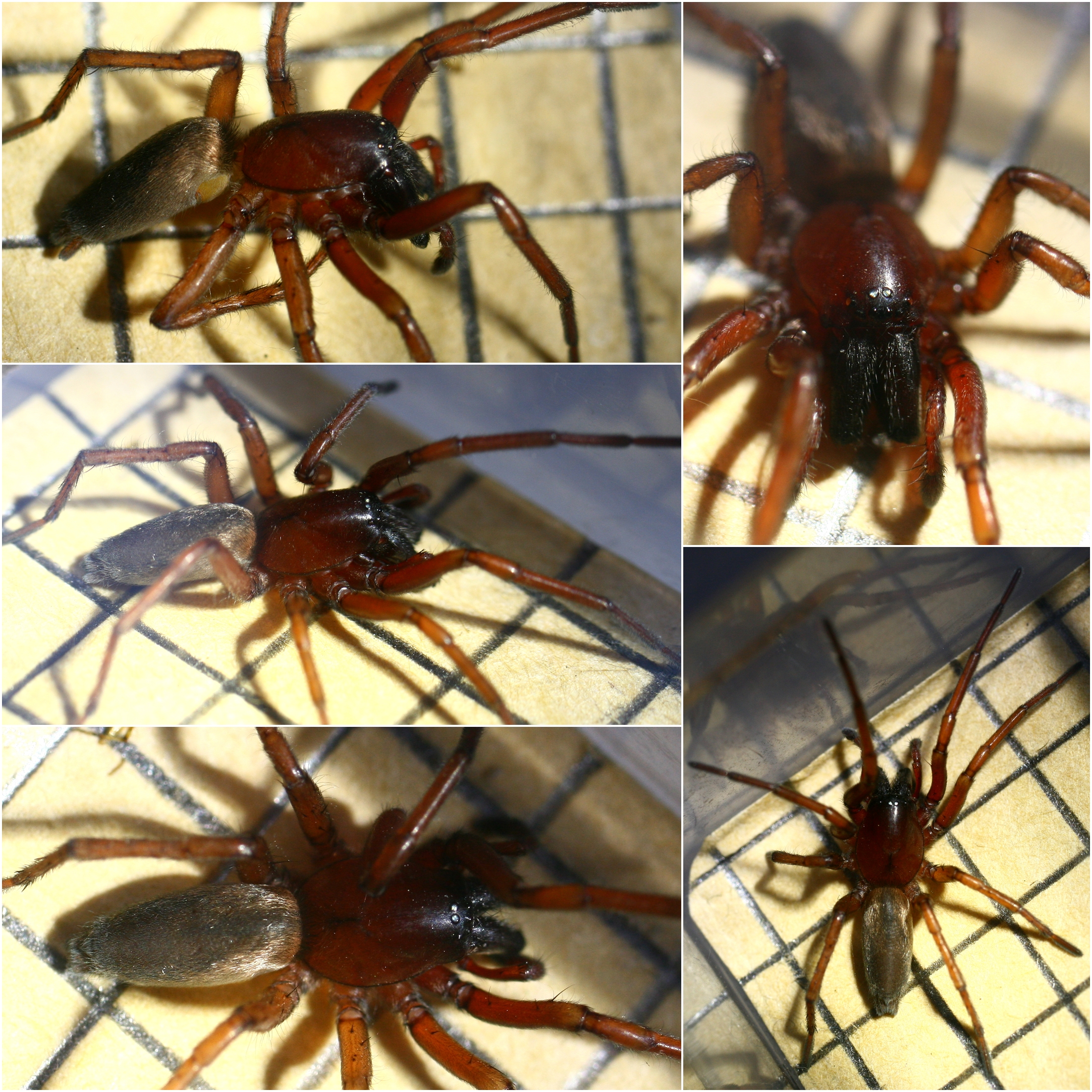
Drassodes cupreus, maschio

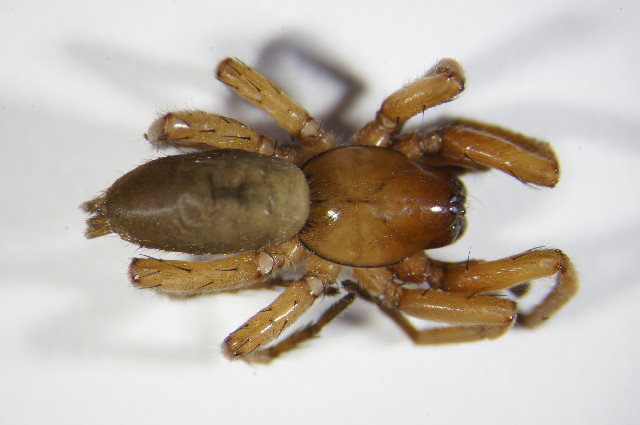
Drassodes pubescens

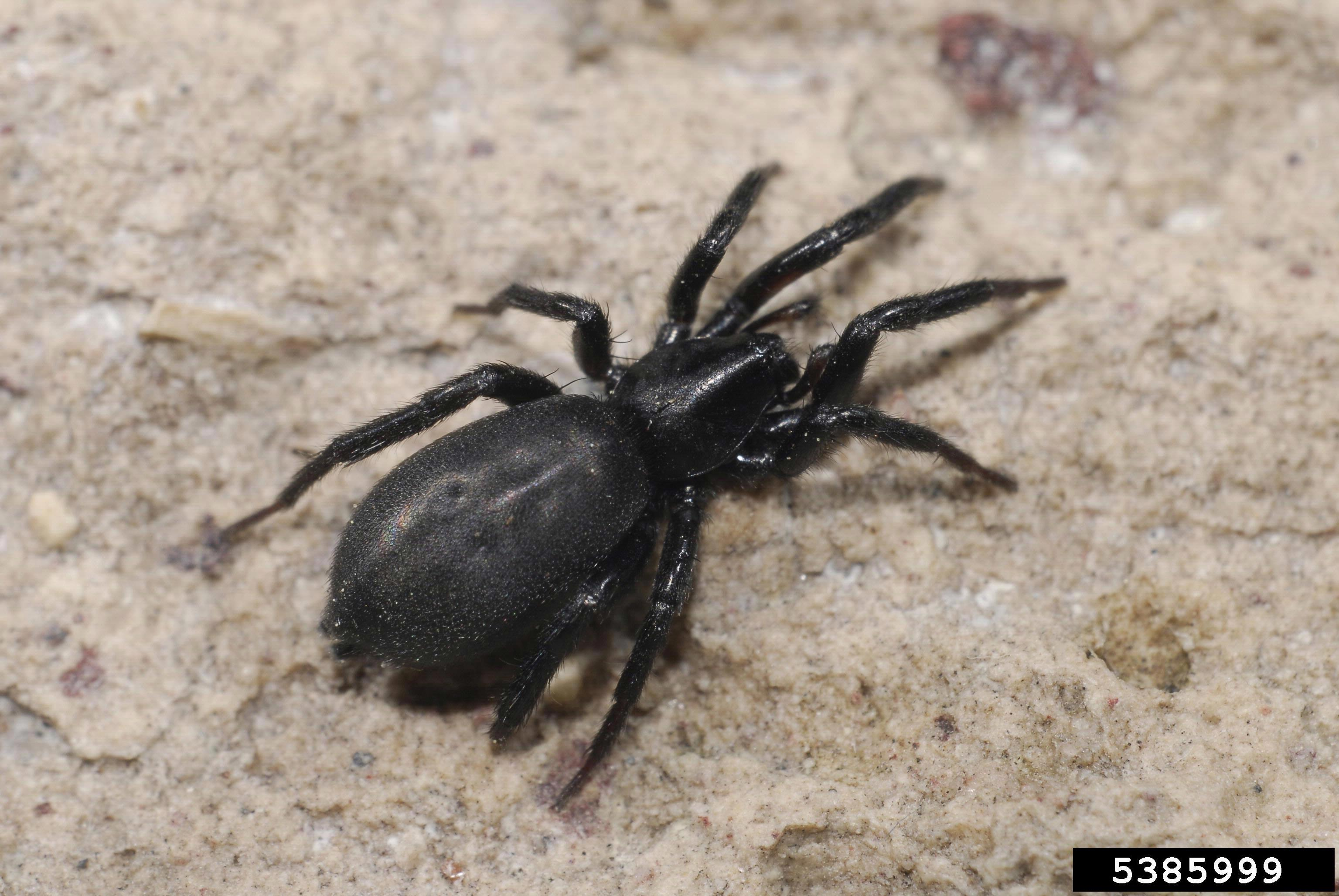
Drassyllus lutetianus

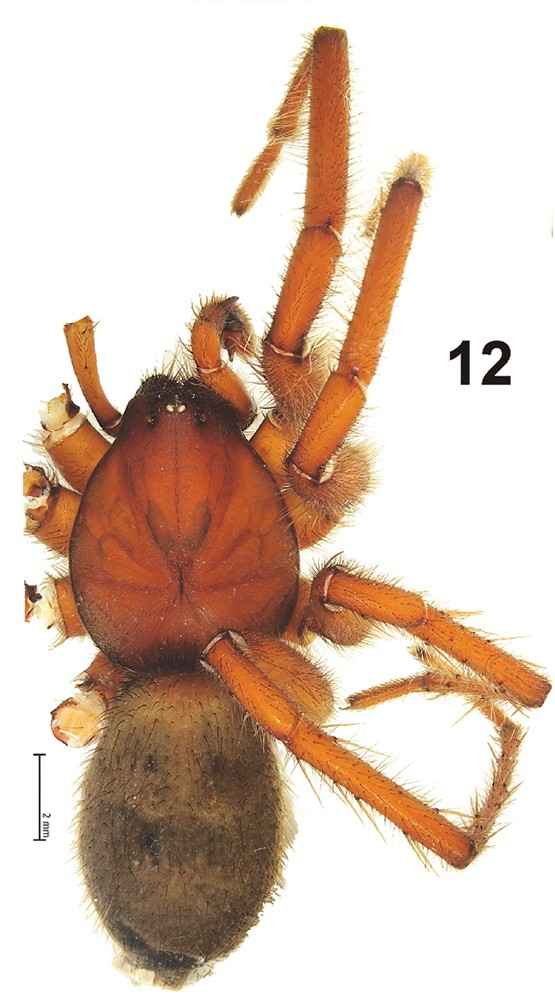
Gnaphosa esyunini

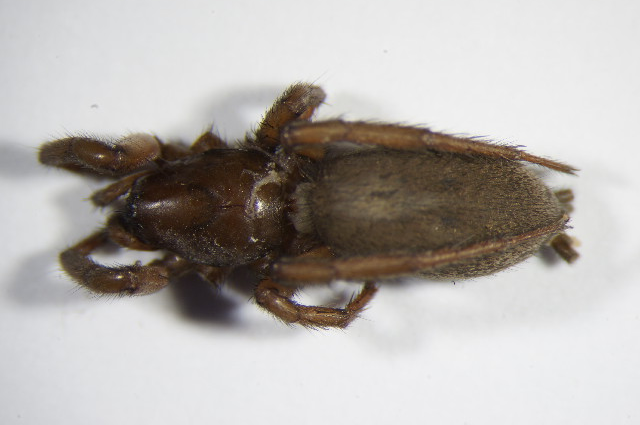
Gnaphosa opaca

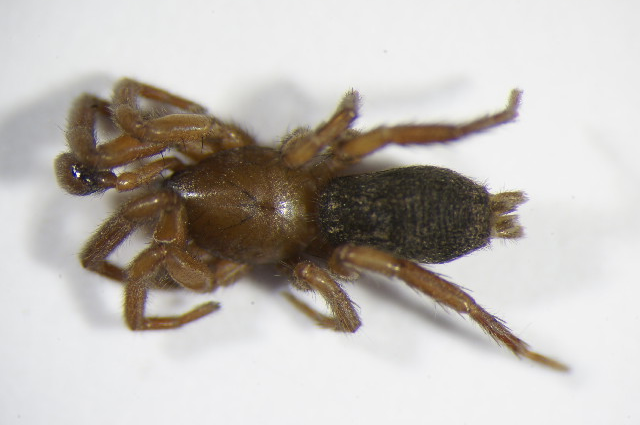
Haplodrassus umbratilis

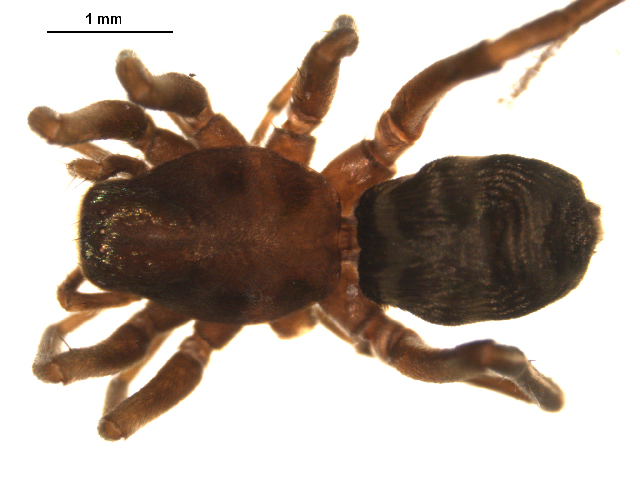
Micaria fulgens

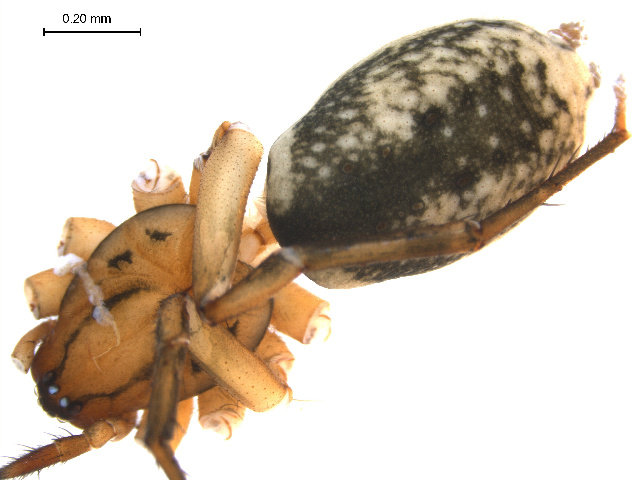
Nomisia aussereri

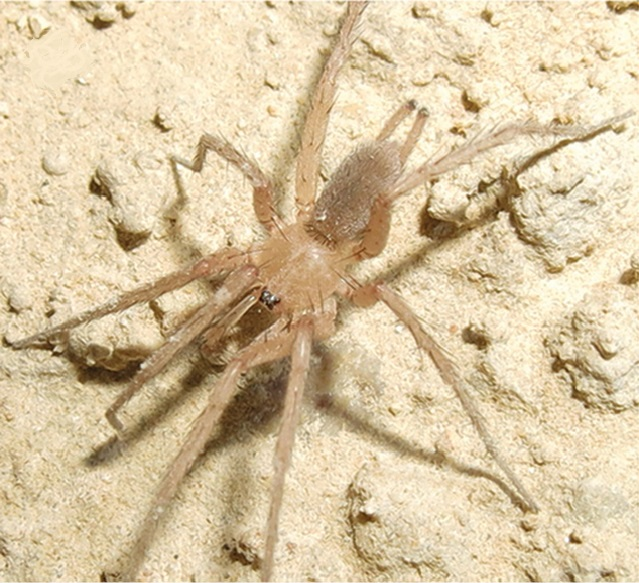
Pterotricha strandi

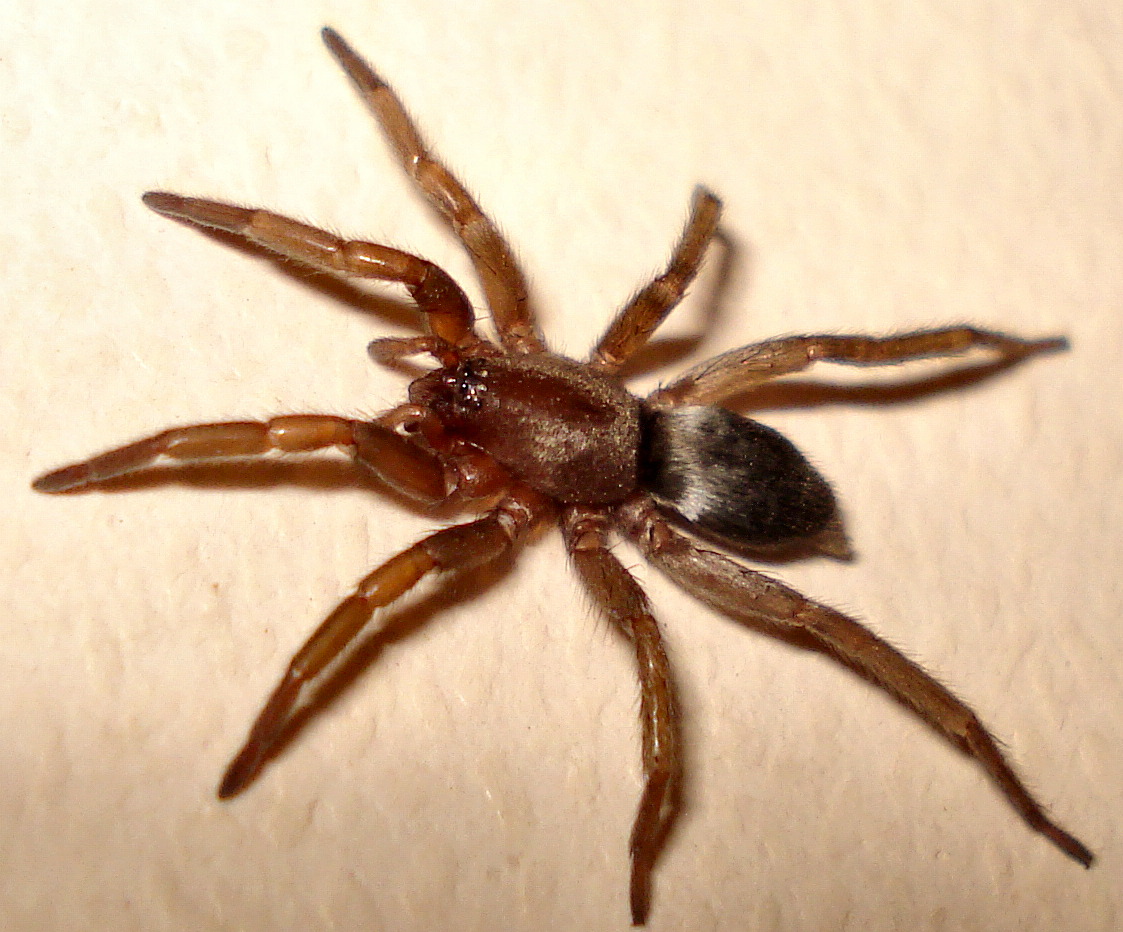
Scotophaeus blackwalli

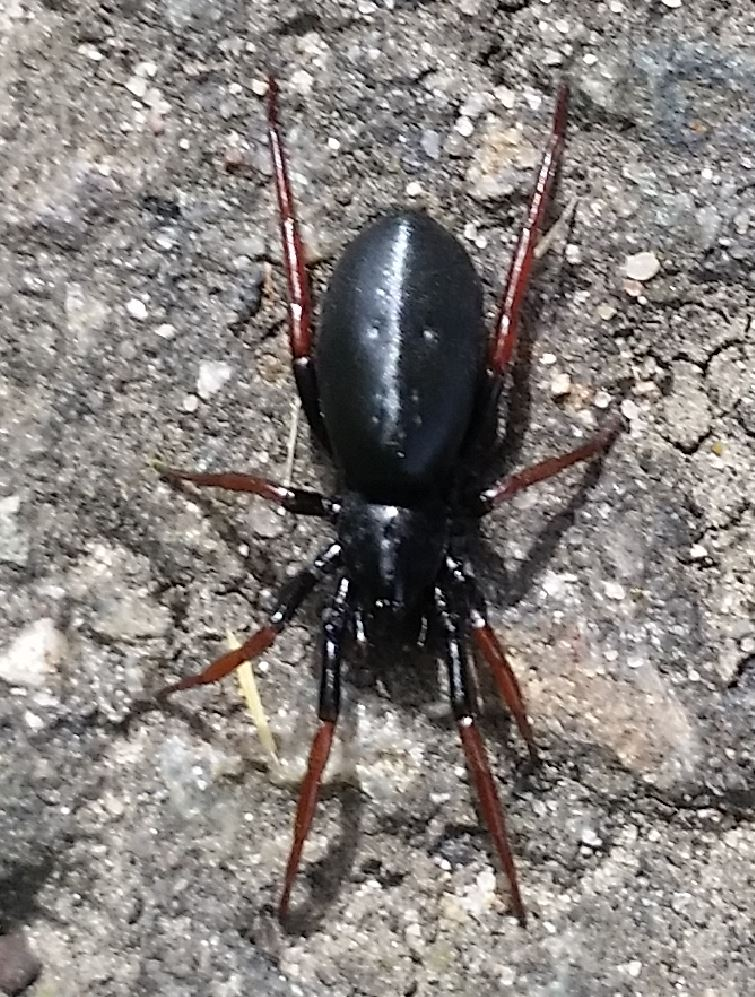
Trachyzelotes pedestris

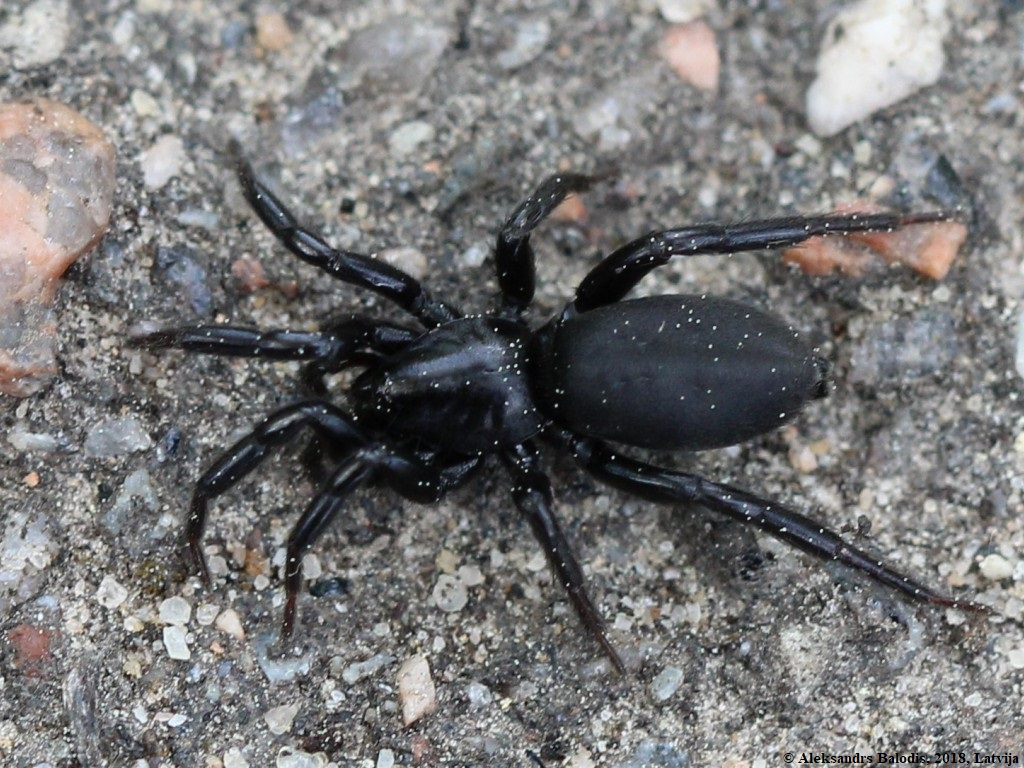
Zelotes pusillus

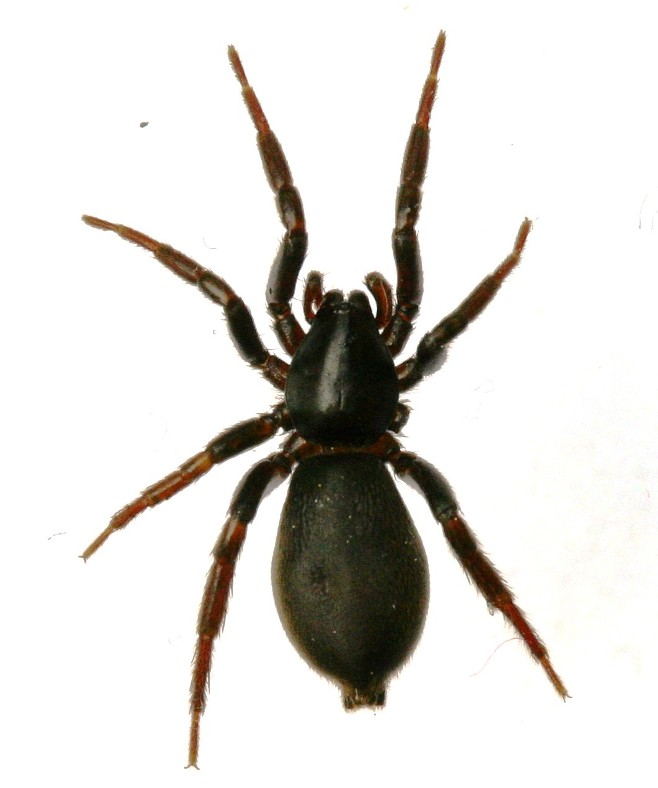
Zelotes subterraneus

## A
- Allomicythus Ono, 2009 - Vietnam (genere monospecifico)
- Allozelotes Yin & Peng, 1998 - Cina (4 specie)
- Almafuerte Grismado & Carrión, 2017 - Argentina, Bolivia, Uruguay (7 specie)
- Amazoromus Brescovit & Höfer, 1994 - Brasile (4 specie)
- Amusia Tullgren, 1910 - Africa orientale e meridionale (2 specie)
- Anagraphis Simon, 1893 - Europa meridionale, Medio Oriente, Africa settentrionale ed orientale (7 specie)
- Anagrina Berland, 1920[2]
- Aneplasa Tucker, 1923 - Sudafrica, Angola e Africa orientale (8 specie)
- Anzacia Dalmas, 1919 - Oceania (Australia, Nuova Zelanda, Nuova Caledonia, isole Norfolk, isola Lord Howe, isole Philip, isole Cato) (15 specie)
- Aphantaulax Simon, 1878 - Africa, Europa, Asia e Australia (17 specie e 1 sottospecie)
- Apodrassodes Vellard, 1924 - America meridionale, America centrale e Asia meridionale (10 specie)
- Apodrassus Chamberlin, 1916 - Perù (genere monospecifico)
- Aponetius Kamura, 2020 - Giappone (isole Ryukyu) (5 specie)
- Apopyllus Platnick & Shadab, 1984 - America meridionale e America centrale (11 specie)
- Aracus Thorell, 1887 - Birmania (genere monospecifico)
- Arauchemus Ott & Brescovit, 2012 - Brasile (2 specie)
- Asemesthes Simon, 1887 - Africa meridionale e centrale (26 specie)
- Asiabadus Roewer, 1961 - Asia centrale, Afghanistan (genere monospecifico)
- Australoechemus Schmidt & Piepho, 1994 - Isole Capo Verde (2 specie)
- Austrodomus Lawrence, 1947[2] - Sudafrica (4 specie)

## B
- Benoitodes Platnick, 1993 - Isola di Sant'Elena (2 specie)
- Berinda Roewer, 1928 - Grecia, Creta, Cipro, Russia, Turchia, Asia centrale (7 specie)
- Berlandina Dalmas, 1922 - Africa occidentale, dal bacino del Mediterraneo all'Asia centrale (40 specie)
- Brasilomma Brescovit, Ferreira & Rheims, 2012[2] - Brasile (genere monospecifico)

## C
- Cabanadrassus Mello-Leitão, 1941 - Argentina (genere monospecifico)
- Callilepis Westring, 1874 - regione olartica, India (18 specie)
- Callipelis Zamani & Marusik, 2017 - Iran (genere monospecifico)
- Camillina Berland, 1919 - Americhe, Africa, Italia, India, isole Seychelles (78 specie)
- Canariognapha Wunderlich, 2011 - Isole Canarie (genere monospecifico)
- Caudalia Alayón, 1980[2] - Cuba (genere monospecifico)
- Ceryerda Simon, 1909 - Australia occidentale (genere monospecifico)
- Cesonia Simon, 1893 - America settentrionale e centrale, bacino del Mediterraneo (31 specie)
- Chatzakia Lissner & Bosmans, 2016 - Spagna (isole Baleari) (genere monospecifico)
- Chileomma Platnick, Shadab & Sorkin, 2005[2] — Cile (7 specie)
- Chileuma Platnick, Shadab & Sorkin, 2005[2] — Cile (3 specie)
- Chilongius Platnick, Shadab & Sorkin, 2005[2] — Cile (5 specie)
- Civizelotes Senglet, 2012 - dall'Europa all'Asia centrale, Israele, Marocco (11 specie)
- Cladothela Kishida, 1928 - Cina, Corea, Giappone (11 specie)
- Coillina Yin & Peng, 1998 - Cina  (genere monospecifico)
- Coreodrassus Paik, 1984 - Kazakhstan, Cina, Corea, Giappone  (4 specie)
- Cryptodrassus Miller, 1943 - Europa, Creta, Turchia (8 specie)
- Cryptoerithus Rainbow, 1915[2] - Australia (19 specie)
- Cubanopyllus Alayón & Platnick, 1993 - Cuba (genere monospecifico)

## D
- Diaphractus Purcell, 1907 - Africa orientale e meridionale  (3 specie)
- Drassodes Westring, 1851 - Asia, Africa, Europa, America (157 specie e 2 sottospecie)
- Drassodex Murphy, 2007 - Europa (Spagna, Francia, Italia, Svizzera), Russia, Kazakhstan (10 specie)
- Drassyllus Chamberlin, 1922 - regione olartica e ecozona orientale (89 specie)

## E
- Echemella Strand, 1906 - Etiopia, Congo (6 specie)
- Echemographis Caporiacco, 1955 - Venezuela (genere monospecifico)
- Echemoides Mello-Leitão, 1938 - Argentina, Cile, Perù, Paraguay (15 specie)
- Echemus Simon, 1878 - cosmopolita, ad eccezione di America settentrionale e centrale (23 specie e una sottospecie)
- Eilica Keyserling, 1891 - Sudafrica, Australia, Sudamerica, Asia meridionale (28 specie)
- Eleleis Simon, 1893 - Sudafrica, Namibia, Zambia, Botswana, isole Capo Verde (9 specie)
- Encoptarthria Main, 1954 - Australia Occidentale[3] (5 specie)
- Epicharitus Rainbow, 1916 - Queensland (genere monospecifico)

## F
- Fedotovia Charitonov, 1946 - Mongolia, Asia centrale, Afghanistan (4 specie)

## G
- Gertschosa Platnick & Shadab, 1981 - Messico, Panama, Giamaica, USA (4 specie)
- Gnaphosa Latreille, 1804 - cosmopolita (150 specie e 3 sottospecie)

## H
- Haplodrassus Chamberlin, 1922 - Regione olartica, India, Isole Capo Verde (80 specie e 4 sottospecie)
- Herpyllus Hentz, 1832 - America settentrionale e centrale, Asia centrale (33 specie)
- Heser Tuneva, 2004 - Mediterraneo, Africa, Kazakhstan, India, USA (11 specie)
- Hitobia Kamura, 1992 - Asia orientale (Cina, Corea, Giappone, Taiwan, Vietnam) (17 specie)
- Homoeothele Simon, 1908 - Australia occidentale (genere monospecifico)
- Hongkongia Song & Zhu, 1998 - Asia orientale (Cina, Taiwan) e Asia sudorientale (Giava, Borneo, Molucche, Sulawesi) (5 specie)
- Hypodrassodes Dalmas, 1919 - Nuova Zelanda, Nuova Caledonia, isola Lord Howe (11 specie)

## I
- Ibala Fitzpatrick, 2009 - Africa meridionale (Namibia, Zambia, Zimbabwe, Sudafrica) (17 specie)
- Indiani Rodrigues, Cizauskas & Lemos, 2020 - Brasile (genere monospecifico)
- Intruda Forster, 1979 - Victoria (Australia), Nuova Zelanda (genere monospecifico)
- Iranotricha Zamani & Marusik, 2018 - Iran (genere monospecifico)

## K
- Kaitawa Forster, 1979 - Isole Three Kings (Nuova Zelanda) (genere monospecifico)
- Kikongo Rodrigues & Rheims, 2020 - Repubblica Democratica del Congo, Kenya (3 specie)
- Kishidaia Yaginuma, 1960 - dall'Europa all'Asia centrale, Giappone, Cina, Corea (4 specie e 1 sottospecie)
- Kituba Rodrigues & Rheims, 2020 - Repubblica Democratica del Congo (2 specie)

## L
- Ladissa Simon, 1907 - India, Benin, Sierra Leone (4 specie)
- Laronius Platnick & Deeleman-Reinhold, 2001 - Thailandia, Sumatra (genere monospecifico)
- Lasophorus Chatzaki, 2018 - Grecia, Cipro, Turchia (2 specie)
- Latica da Silva, Guerrero, Bidegaray-Batista & Simó, 2020 - Uruguay, Argentina (genere monospecifico)
- Latonigena Simon, 1893 - Brasile, Argentina, Venezuela, Brasile (10 specie)
- Leptodrassex Murphy, 2007 - regione paleartica (3 specie)
- Leptodrassus Simon, 1878 - Africa, Europa, Vicino oriente (11 specie)
- Leptopilos Levy, 2009 - Creta, Israele, Egitto, Libia (7 specie)
- Litopyllus Chamberlin, 1922 - USA, Messico, Cuba, isole Bahamas (3 specie)
- Lygromma Simon, 1893[2] - dal Costarica al Brasile, isole Galapagos (19 specie)
- Lygrommatoides Strand, 1918[2] - Giappone (genere monospecifico)

## M
- Macarophaeus Wunderlich, 2011 - isole Canarie, Portogallo, isola di Madeira (3 specie)
- Marinarozelotes Ponomarov, 2020 - Africa settentrionale, Europa, Asia e USA (introdotto) (21 specie)
- Marjanus Chatzaki, 2018 - Grecia, Turchia, Cina (genere monospecifico)
- Matua Forster, 1979 - Nuova Zelanda (2 specie)
- Megamyrmaekion Wider, 1834 - Africa settentrionale, orientale e meridionale, Israele, India (15 specie)
- Micaria Westring, 1851 - cosmopolita, tranne America centrale e meridionale (105 specie e 2 sottospecie)
- Microdrassus Dalmas, 1919 - isole Seychelles (genere monospecifico)
- Microsa Platnick & Shadab, 1977 - America centrale (Cuba, isole Bahamas, isole Vergini) (3 specie)
- Micythus Thorell, 1897 - Asia sudorientale (Thailandia, Borneo, Myanmar, Sumatra) (3 specie)
- Minosia Dalmas, 1921 - Africa, paesi del Mediterraneo, Turkmenistan, Yemen (14 specie e una sottospecie)
- Minosiella Dalmas, 1921 - Africa settentrionale, Asia centrale, Israele (7 specie)
- Molycria Simon, 1887[2] - Australia (36 specie)
- Montebello Hogg, 1914 - Australia occidentale (genere monospecifico)
- Moreno Mello-Leitão, 1940[2] - Cile, Argentina (6 specie)
- Myandra Simon, 1887[2] - Australia (4 specie)

## N
- Namundra Platnick & Bird, 2007 - Africa (4 specie)
- Nauhea Forster, 1979 - Nuova Zelanda (genere monospecifico)
- Neodrassex Ott, 2012 - Brasile (5 specie)
- Neozimiris Simon, 1903[2] - USA, Messico, Panamà, Isole Galapagos, Bahamas (9 specie)
- Nodocion Chamberlin, 1922 - America settentrionale, Messico, India (6 specie)
- Nomindra Platnick & Baehr, 2006[2] - Australia (16 specie)
- Nomisia Dalmas, 1921 - Europa, Asia, Africa (38 specie)
- Nopyllus Ott, 2014 - Brasile (2 specie)
- Notiodrassus Bryant, 1935 - Nuova Zelanda (2 specie)

## O
- Odontodrassus Jézéquel, 1965 - Africa, Asia e isola di Giamaica (8 specie)
- Orodrassus Chamberlin, 1922 - USA, Canada (3 specie)

## P
- Parabonna Mello-Leitão, 1947 - Brasile (genere monospecifico)
- Paracymbiomma Rodrigues, Cizauskas & Rheims, 2018 - Brasile (6 specie)
- Parasyrisca Schenkel, 1963 - Regione olartica (57 specie)
- Phaeocedus Simon, 1893 - Regione paleartica e India (5 specie e una sottospecie)
- Plutonodomus Cooke, 1964[2] - Tanzania (genere monospecifico)
- Poecilochroa Westring, 1874 - cosmopolita, ad eccezione di America settentrionale e centrale e dell'Oceania (38 specie e una sottospecie)
- Prodidomus Hentz, 1847[2] - Mediterraneo, Africa, Australia, Asia, Venezuela, Hawaii (54 specie)
- Pseudodrassus Caporiacco, 1935 - Libia, Turchia, Cina (4 specie)
- Pterotricha Kulczynski, 1903 - Africa, Europa, Medio Oriente, Asia centrale (44 specie)
- Pterotrichina Dalmas, 1921 - Algeria, Tunisia, Asia centrale (2 specie)
- Purcelliana Cooke, 1964[2] - Sudafrica (4 specie)

## S
- Sanitubius Kamura, 2001 - Cina, Corea, Giappone (genere monospecifico)
- Scopoides Platnick, 1989 - USA, Messico, India, Cina (15 specie)
- Scotocesonia Caporiacco, 1947 - Guyana (genere monospecifico)
- Scotognapha Dalmas, 1920 - Isole Canarie (14 specie)
- Scotophaeus Simon, 1893 - cosmopolita (57 specie e 2 sottospecie)
- Sergiolus Simon, 1891 - America settentrionale, Antille, Asia (26 specie)
- Sernokorba Kamura, 1992 - Russia, Giappone, Corea, Cina, Francia (3 specie)
- Setaphis Simon, 1893 - Mediterraneo, Africa, Asia centromeridionale, isole Canarie, Filippine, isole Capo Verde (23 specie)
- Shaitan Kovblyuk, Kastrygina e Marusik, 2013 - Azerbaigian, Kazakhstan (genere monospecifico)
- Shiragaia Paik, 1992 - Corea (genere monospecifico)
- Sidydrassus Esyunin & Tuneva, 2002 - Kazakistan, Russia, Cina (3 specie)
- Smionia Dalmas, 1920 - Sudafrica (2 specie)
- Solitudes Lin & Li, 2020 - Cina (genere monospecifico)
- Sosticus Chamberlin, 1922 - Regione olartica, India (10 specie)
- Symphanodes Rainbow, 1916 - Queensland (Australia) (genere monospecifico)
- Synaphosus Platnick & Shadab, 1980 - Africa, Asia, Europa e America settentrionale (33 specie)

## T
- Talanites Simon, 1893 - regione olartica ed ecozona orientale (15 specie)
- Talanitoides Levy, 2009 - Israele (genere monospecifico)
- Theuma Simon, 1893 - Africa (Sudafrica, Namibia, Botswana), Turkmenistan (?) (25 specie)
- Titus O. P.-Cambridge, 1901 - Zimbabwe (genere monospecifico)
- Tivodrassus Chamberlin & Ivie, 1936[2] - Messico (4 specie)
- Trachyzelotes Lohmander, 1944 - Regione olartica, Africa, America meridionale (genere monospecifico)
- Trephopoda Tucker, 1923 - Sudafrica, Namibia (6 specie)
- Trichothyse Tucker, 1923 - Namibia, Sudafrica (4 specie)
- Tricongius Simon, 1892[2] - America meridionale (7 specie)
- Turkozelotes Kovblyuk & Seyyar, 2009 - Turchia, Russia (5 specie)

## U
- Urozelotes Mello-Leitão, 1938 - cosmopolita (5 specie)

## V
- Verita Ramírez & Grismado, 2016 - Argentina (genere monospecifico)

## W
- Wesmaldra Platnick & Baehr, 2006[2] - Australia
- Wydundra Platnick & Baehr, 2006[2] - Australia, Malaysia, arcipelago delle Molucche

## X
- Xerophaeus Purcell, 1907 - Africa subsahariana, Africa meridionale, Yemen (41 specie e 1 sottospecie)
- Xizangia Song, Zhu & Zhang, 2004 - Cina (2 specie)

## Y
- Yoruba Rodrigues & Reims, 2020 - Nigeria, Costa d'Avorio (2 specie)

## Z
- Zelanda Özdikmen, 2009 - Nuova Zelanda (6 specie)
- Zelominor Snazell & Murphy, 1997 - Spagna, Portogallo, Algeria (3 specie)
- Zelotes Gistel, 1848 - cosmopolita (392 specie e 1 sottospecie)
- Zelotibia Russell-Smith & Murphy, 2005 - Africa centrale (Congo, Tanzania, Ruanda, Burundi) (22 specie)
- Zelowan Murphy & Russell-Smith, 2010 - Congo, Burundi, Namibia (18 specie)
- Zimirina Dalmas, 1919[2] - Spagna, Algeria, isole Canarie, Sudafrica (15 specie)
- Zimiris Simon, 1882[2] - Costa d'Avorio, Sudan, Eritrea, Yemen, India, Iran. Introdotto in: Messico, Caraibi, Guyana francese, Brasile, Germania, Giava e Malesia (2 specie)
- Zimiromus Banks, 1914 - America meridionale e centrale, Antille (41 specie)

### Generi trasferiti, inglobati, non più in uso
- Arboricaria Bosmans, 2000 - Regione paleartica[4]
- Epikurtomma Tucker, 1923 - Sudafrica[5]
- Hemicloea Thorell, 1870 - Oceania (Australia, Nuova Zelanda, Isole della Lealtà, Tasmania)[6]
- Kirmaka Roewer, 1961 - Afghanistan[7]
- Pterochroa Benoit, 1977 - Isola Sant'Elena[8]
- Scotophaeoides Schenkel, 1963 - Cina[9]
- Sillemia Reimoser, 1935 - Karakorum[7]
- Siruasus Roewer, 1961 - Afghanistan[7]
- Taieria Forster, 1979 - Nuova Zelanda[10]
- Tuvadrassus Marusik & Logunov, 1995 - Russia, Cina[11]
- Upognampa Tucker, 1923 - Namibia, Sudafrica[12]
- Vectius Simon, 1897 - Brasile, Paraguay, Argentina (genere monospecifico)[6]
- Xenoplectus Schiapelli & Gerschman, 1958 - Argentina (genere monospecifico)[13]